# Absolute Linux
Abolute Linux es una distribución ligera de Linux que funciona en hardware antiguos y está basada en Slackware Linux. El cliente está diseñado para el uso diario (internet, multimedia, documentos). Los administradores de ventanas y archivos predeterminados de Absolute Linux son IceWM y ROX. Algunos de los programas ofrecidos por defecto incluyen: GIMP, LibreOffice, Firefox, Xfburn, p7zip y qBittorrent.
Absolute Linux usa una interfaz gráfica para XPKGTOOL. Absolute Linux también incluye Gsplat, una interfaz gráfica para Slapt-get que funciona de manera similar a Apt-get.